# Импиё, Тайна
Тайна Импиё, в замужестве Итконен (фин. Taina Impiö; род. 10 апреля 1956, Рануа, Лаппи) — финская лыжница, чемпионка мира.

## Карьера
На Олимпийских играх 1976 года в Инсбруке заняла 19-е место в гонке на 5 км.
На чемпионате мира 1978 года в Лахти завоевала золотую медаль в эстафетной гонке, кроме того была 5-й в гонке на 10 км.